# Embraer 175
Dimensions
L'Embraer 175 est un avion fabriqué par le constructeur aéronautique brésilien Embraer destiné aux vols régionaux sur de courtes distances (court courrier). C'est la version allongée de l'Embraer 170 capable de transporter de 78 à 88 passagers. L'appareil est propulsé par deux réacteurs de 62,3 kN de poussée de type General Electric CF34-8E.

## Utilisateurs
En juillet 2019, 595 appareils sont en service dans 19 compagnies aériennes, dont :
- SkyWest Airlines, le plus gros opérateur actuel de l'avion, avec 151 appareils en service
- LOT Polish Airlines
- Republic Airways
- Envoy Air
- Mesa Airlines
- Compass Airlines
- Alitalia
- KLM Cityhopper
- Flybe
- Belavia
- Mauritania Airlines
- Air Burkina

| Photo | Commandes | Options | Livraisons |
| ----- | --------- | ------- | ---------- |
|       | 815       | 308     | 634        |